# Harold Jeffreys
Sir Harold Jeffreys (Fatfield, 22 aprile 1891 – 18 marzo 1989) è stato un matematico, astronomo e statistico inglese.

## Biografia
Studiò a Newcastle-upon-Tyne e successivamente al St John's College dell'università di Cambridge.
Lì insegnò matematica, geofisica e astronomia. Sposò Bertha Swirles (1903-1999)
con la quale scrisse Methods of Mathematical Physics. Diede importanti contributi alla statistica bayesiana come ad esempio la cosiddetta regola di Jeffreys. Nel campo della geofisica ipotizzò che il nucleo terrestre fosse liquido. In meteorologia effettuò studi sulla circolazione atmosferica e il moto dei venti, elaborando una classificazione delle masse d'aria che distinse in cicloni e brezze locali.

## Riconoscimenti
Nel 1964 venne premiato con la medaglia Wollaston per i suoi contributi nell'ambito delle Scienze della Terra.